# Leioproctus anthracinus
Leioproctus anthracinus är en biart som beskrevs av Michener 1989. Leioproctus anthracinus ingår i släktet Leioproctus och familjen korttungebin. Inga underarter finns listade i Catalogue of Life.